# Pontificio collegio slovacco dei santi Cirillo e Metodio
Il Pontificio collegio slovacco dei santi Cirillo e Metodio, nato con la denominazione di istituto slovacco dei santi Cirillo e Metodio, è un'istituzione ecclesiastica alle dipendenze della Conferenza episcopale slovacca, elevato a pontificio collegio il 15 settembre 1997 con un decreto della Congregazione per l'educazione cattolica.

## Storia
Eretto il 1º settembre 1960, fu approvato l'8 gennaio 1961 dal vescovo della sede suburbicaria di Porto-Santa Rufina card. Eugène Tisserant e riconosciuto come entità giuridica con decreto presidenziale il 17 ottobre 1961. La consacrazione avvenne il 15 settembre 1963.
La sede del Pontificio collegio slovacco dei Santi Cirillo e Metodio è fissata presso l'Istituto slovacco dei Santi Cirillo e Metodio a Roma, nel territorio della sede suburbicaria di Porto-Santa Rufina.

## La pietra angolare

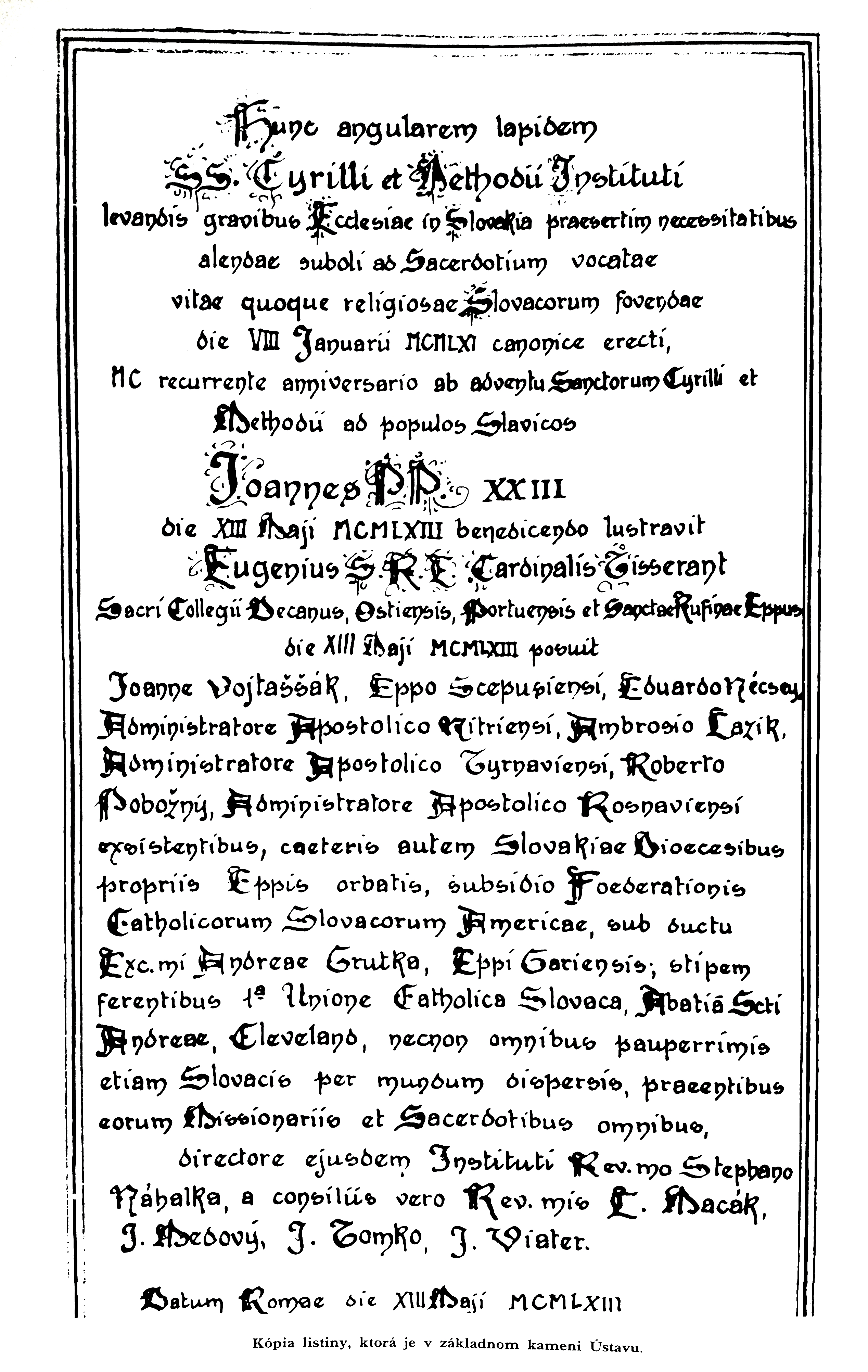
Pietra angolare.

Testo latino:
Hunc angularem lapidem SS. Cyrilli et Methodii Instituti levandis gravibus Ecclesiae in Slovakia praesertim necessitatibus alendae suboli ad Sacerdotium vocatae vitae quoque religiosae Slovacorum fovendae die VIII Januarii MCMLXI canonice erecti, MC recurrente anniversario ab adventu Sanctorum Cyrilli et Methodii ad populos Slavicos Joannes P.P. XXIII die XIII maji MCMLXIII benedicendo lustravit Eugenius S. R. E. Cardinalis Tisserant Sacri Collegii Decanus, Ostiensis, Portuensis et Sanctae Rufinae Eppus die XIII Maji MCMLXIII posuit Joanne Vojtaššák, Eppo Scepusiensi, Eduardo Nécsey Administratore Apostolico Nitriensi, Ambrosio Lazík, Administratore Apostolico Tyrnaviensi, Roberto Pobožný, Administratore Apostolico Rosnaviensi exsistentibus, caeteris autem Slovakiae Dioecesibus propriis Eppis orbatis, subsidio Foederationis Catholicorum Slovacorum Americae, sub suctu Exc.mi Andreae Grutka, Eppi Gariensis; stipem ferentibus 1a Unione Catholica Slovaca, Abatia S.cti Andreae, Clevelands, necnon omnibus pauperrimis etiam Slovacis per mundum dispersis, pracentibus corum Missionariis et Sacerdotibus omnibus, directore ejusdem Instituti Rev.mo Stephano Náhalka, a consiliis vero Rev.mis L. Mácak, J. Medový, J. Tomko, J. Viater. Datum Romae die XIII Maji MCMLXIII

## Comitato per la fondazione e costruzione
Il 1º settembre 1960 il card. Eugenio Tisserant nomina il comitato per la fondazione e costruzione dell'Istituto che è così formato:
- Mons. Štefan Nahálka presidente
- Mons. Jozef Tomko segretario
- Rev. Jozef Medový membro votante
- Rev. Ludovit Macak S.D.B membro votante

## Rettori
- 1963 - 1973 Mons. Štefan Nahálka (1916 - 1975)
- 1973 - 1992 Mons. Dominik Hrušovský (nato nel 1926)
- 1993 - 1998 Mons. Štefan Vrablec (nato nel 1925)
- 1998 - 2004 Mons. František Novajovský (nato nel 1956)
- dal 2004 Mons. Vladimír Stahovec (nato nel 1962)